# Griffon (mythologie)
Pour les articles homonymes, voir Griffon.

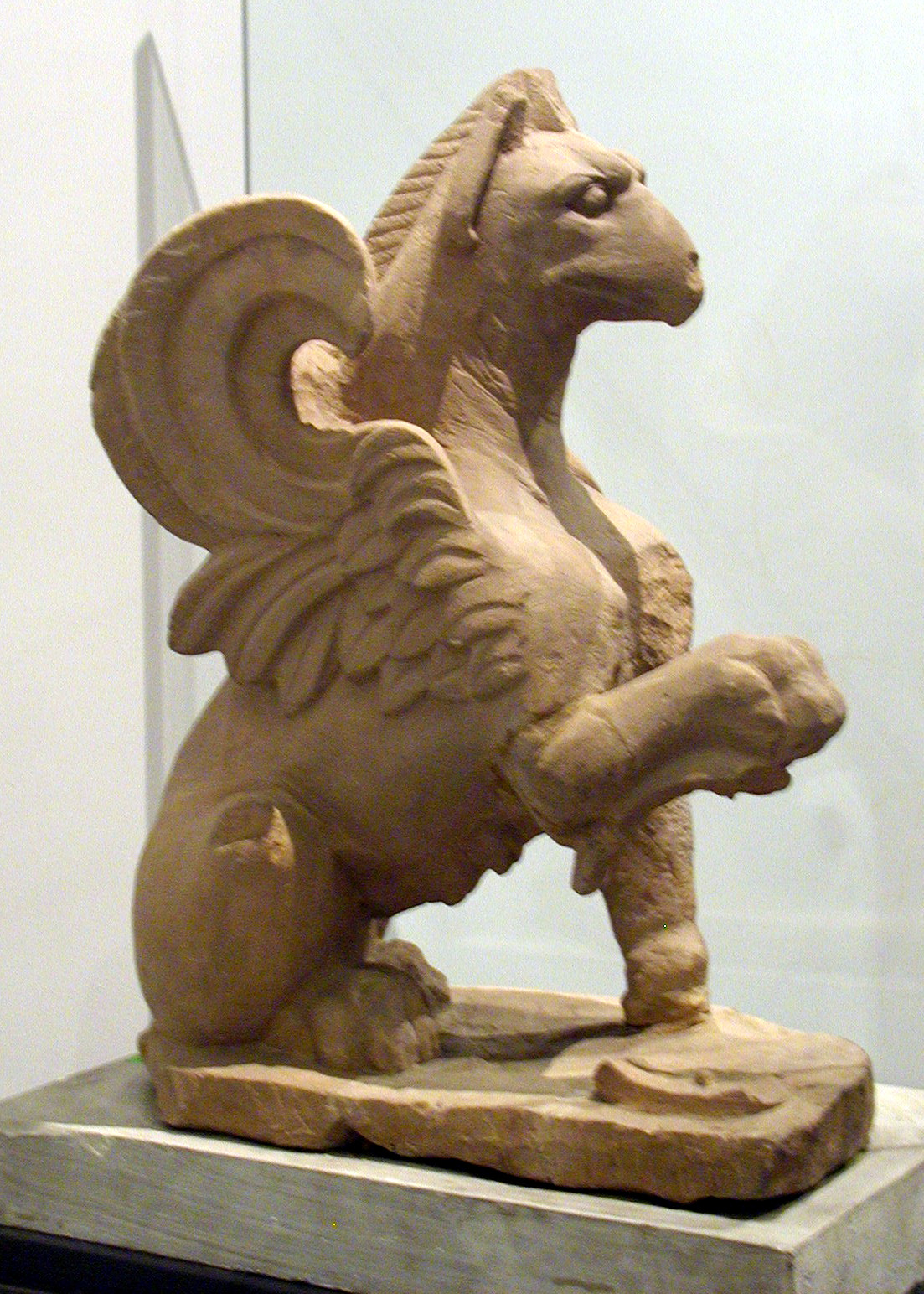
Griffon trouvé à Saqqarah, Musée national d'Alexandrie.

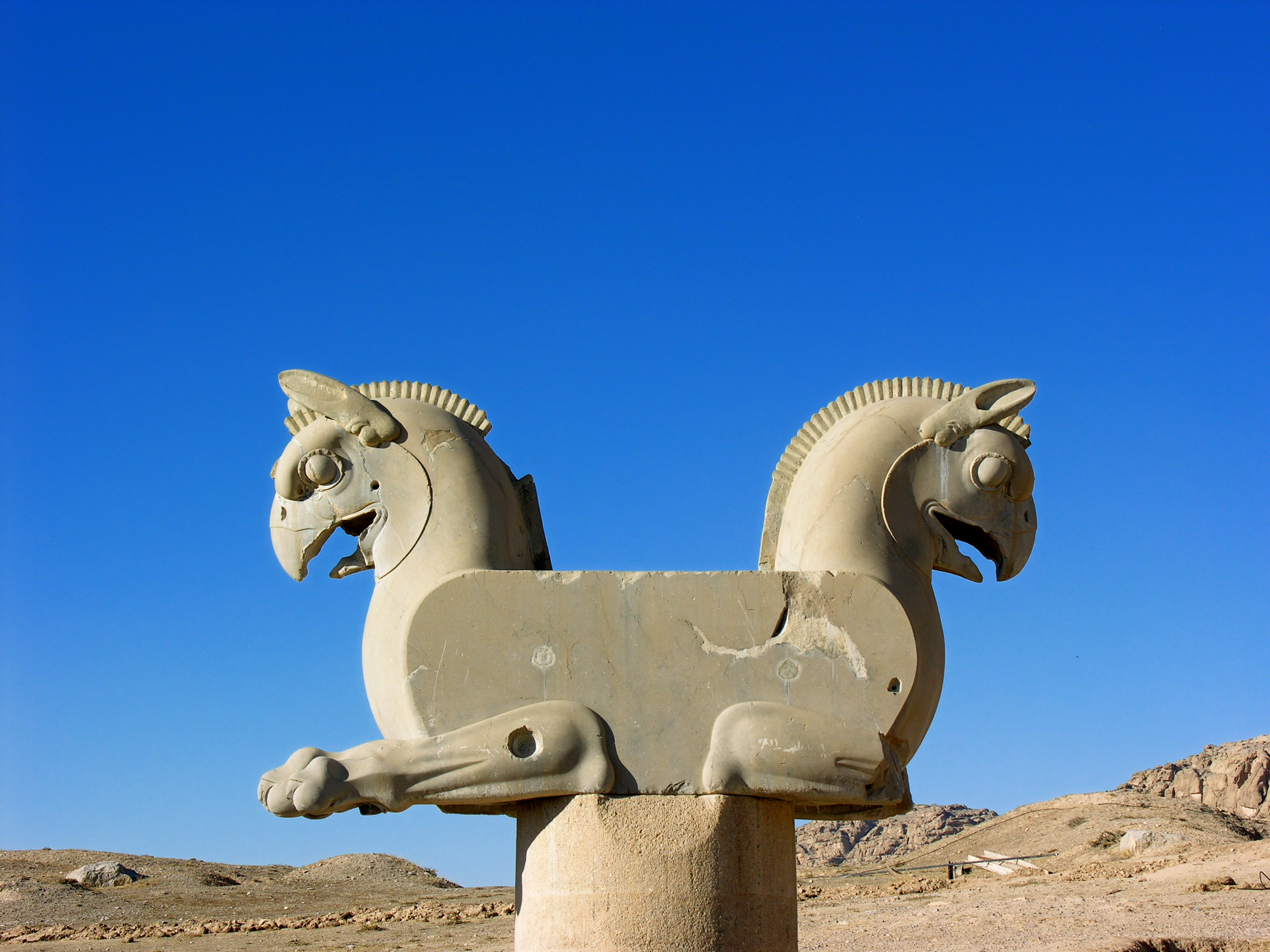
Homas achéménide de Persépolis, semblables à des griffons.

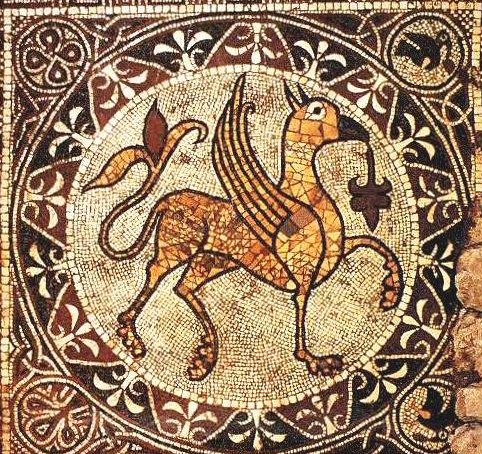
Griffon : chimère antique, dessinée dans une mosaïque.

Le griffon ou grype est une créature légendaire présente dans plusieurs cultures anciennes. Il est imaginé et représenté avec le corps d'un aigle (tête, ailes et serres) greffé sur l'arrière d'un lion (abdomen, pattes et queue), et muni d'oreilles de cheval. Avec quelquefois des variantes, le griffon gardera de tout temps la particularité reconnaissable d'être hiéracocéphale.

## Le griffon dans l'histoire

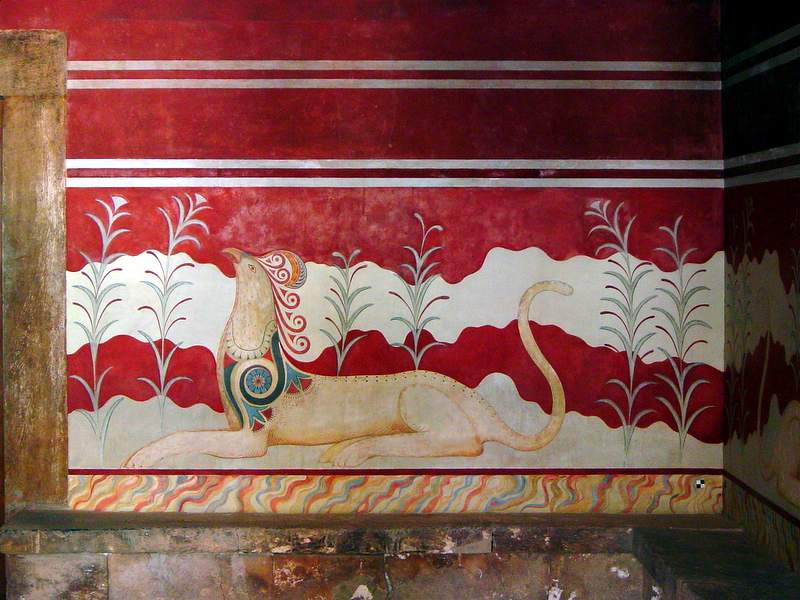
Griffon sans ailes sur une fresque de la salle du trône du palais de Cnossos, en Crète.

### Le griffon dans l'Antiquité
Le griffon apparaît en Élam à la fin du IVe millénaire av. J.-C. et en Égypte vers -3000, avec un corps de lion, une tête et des ailes d'aigle. Tout au long de l'histoire antique, cette forme première ne cesse d'être nuancée par divers apports iconographiques, notamment dans les cultures mésopotamienne, grecque puis romaine.
Le griffon se voit souvent associé aux divinités et héros locaux (Gilgamesh, Seth, rois égyptiens, Apollon, Dionysos, Éros ou encore Némésis),
- en train de tirer des chars (l’attelage du dieu des Tempêtes mésopotamien, d'Éros, d’Artémis, de Dionysos, ou de Malakbêl de Palmyre),

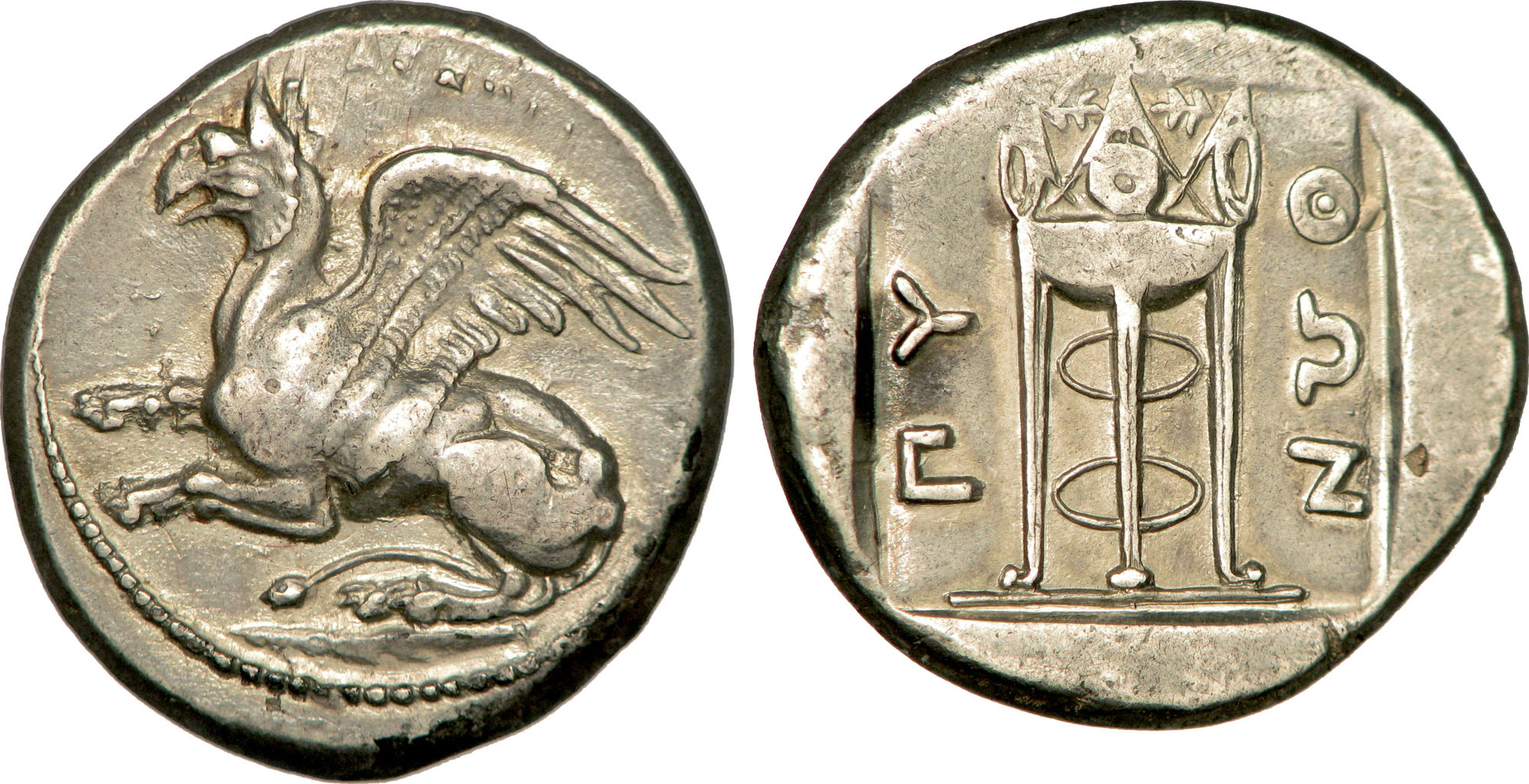
Statère en argent représentant un griffon bondissant

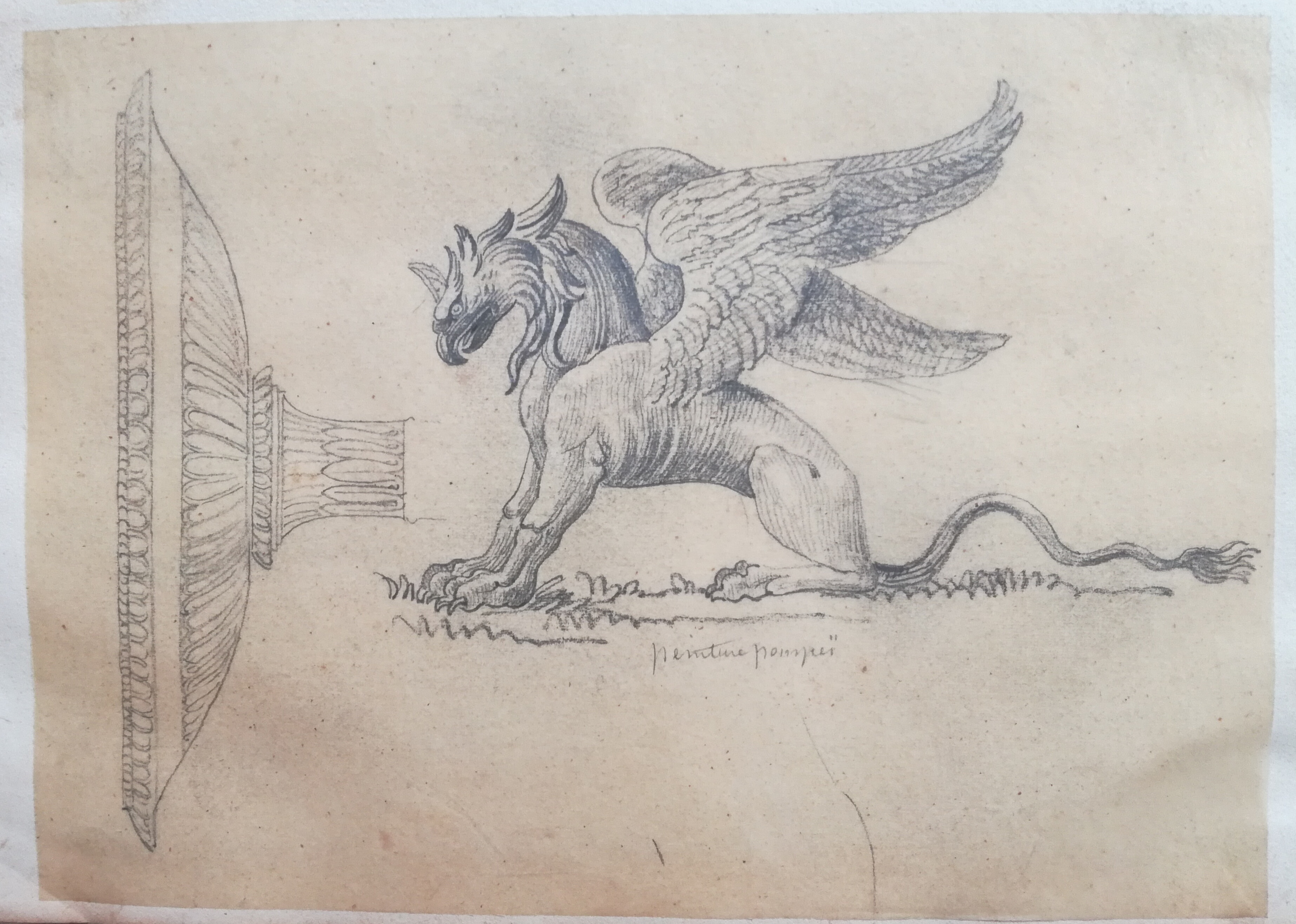
Griffon - dessin relevé des ruines de Pompéi (ca. 1820) par Charles Frédéric Chassériau (1802-1896), collaborateur de François Mazois pour son ouvrage Les ruines de Pompéi

- de porter des personnages sur son dos (la divinité féminine mésopotamienne exhibant des serpents dans ses mains, Dionysos, Apollon et parfois une Néréide, ainsi que les défunts),
- participer à des scènes de chasse, combattre héros, guerriers et ennemis (dont en particulier les Arimaspes et les Amazones),
- s’attaquer à des animaux sauvages, communs ou fantastiques (Sphinx, Scylla, centaures et tritons),
- se camper face à un congénère de part et d’autre d’un élément (l’arbre de vie et la palmette orientaux remplacés dans l'art romain par un candélabre, un vase, une lyre ou un trépied d’Apollon),
- s'abreuver ou enfin se lier au culte funéraire (comme animal psychopompe ou comme gardien du monde des morts).

En Grèce, Hérodote mentionne plusieurs fois brièvement les griffons dans son Enquête, sans les décrire. Au livre III, il rapporte une tradition selon laquelle des griffons vivent près des gisements d'or importants situés au nord de l'Europe ; le peuple des Arimaspes, des hommes qui n'ont qu'un œil, doit combattre ces griffons pour leur arracher l'or. Hérodote, dans ce passage, refuse de croire que les Arimaspes n'ont qu'un œil et ne se prononce pas explicitement sur les griffons. Au livre IV, il mentionne les griffons dans le même rôle lorsqu'il rapporte le voyage qu'Aristée de Proconnèse affirme avoir fait dans le Nord et qu'il rapporte dans son poème épique, les Arimaspées.
En Italie, Pline l'Ancien évoque d'ailleurs ce qu'Hérodote et Aristée de Proconnèse disent sur les Arimaspes et les griffons dans le livre 7 de son Histoire naturelle. Dans le livre 10, il dit de cet animal qu'il possède un bec crochu terrible et qu'il habite l'Éthiopie.

### Le griffon au Moyen Âge
Le griffon intègre sans difficulté le monde du Moyen Âge. Il est en effet considéré comme un animal réel appartenant au genre des oiseaux, et personne ne paraît douter de son existence. Il se rencontre très tôt dans l’art et la littérature chrétienne. Il gagne ensuite l'ensemble des formes d’art et des régions occidentales, fait l’objet de nombre de commentaires savants dans les bestiaires et encyclopédies médiévales, et parcourt même plusieurs œuvres littéraires romanesques. Citons, entre autres, le commentaire d'Isidore de Séville dans ses Étymologies, qui trouve des répercussions durant tout le Moyen Âge. Un autre bestiaire qui évoque cette créature au IIe ou IVe siècle apr. J.-C. est le Physiologus, anonyme. Le griffon apparaît aussi dans certaines versions du Roman d'Alexandre. Le griffon ne bénéficie que d'un symbolisme réduit.
Vers la fin du Moyen Âge, le griffon est utilisé dans des armoiries. Nombreux sont les écussons ornés de têtes, ou de corps complet représentant le griffon. Armundal, baron de Navarre, y ajouta ces phrases : « Bonne instance, mon royaume et mon chez moi, se doivent de s'enorgueillir du protecteur qu'il se doit. »
Il est également gravé par Martin Schongauer et Albrecht Dürer.
Le griffon est évoqué dans plusieurs récits de voyages. C'est le cas de Marco Polo  dans son livre, écrit en 1298. Il évoque par ouï-dire l'Afrique, parlant notamment d'îles aux environs de "Madaigascar" (transcription de "Mogadiscio" en Somalie). Il explique qu'on peut y voir un ruc, animal légendaire qu'il compare au griffon. Il en profite pour décrire ce dernier :

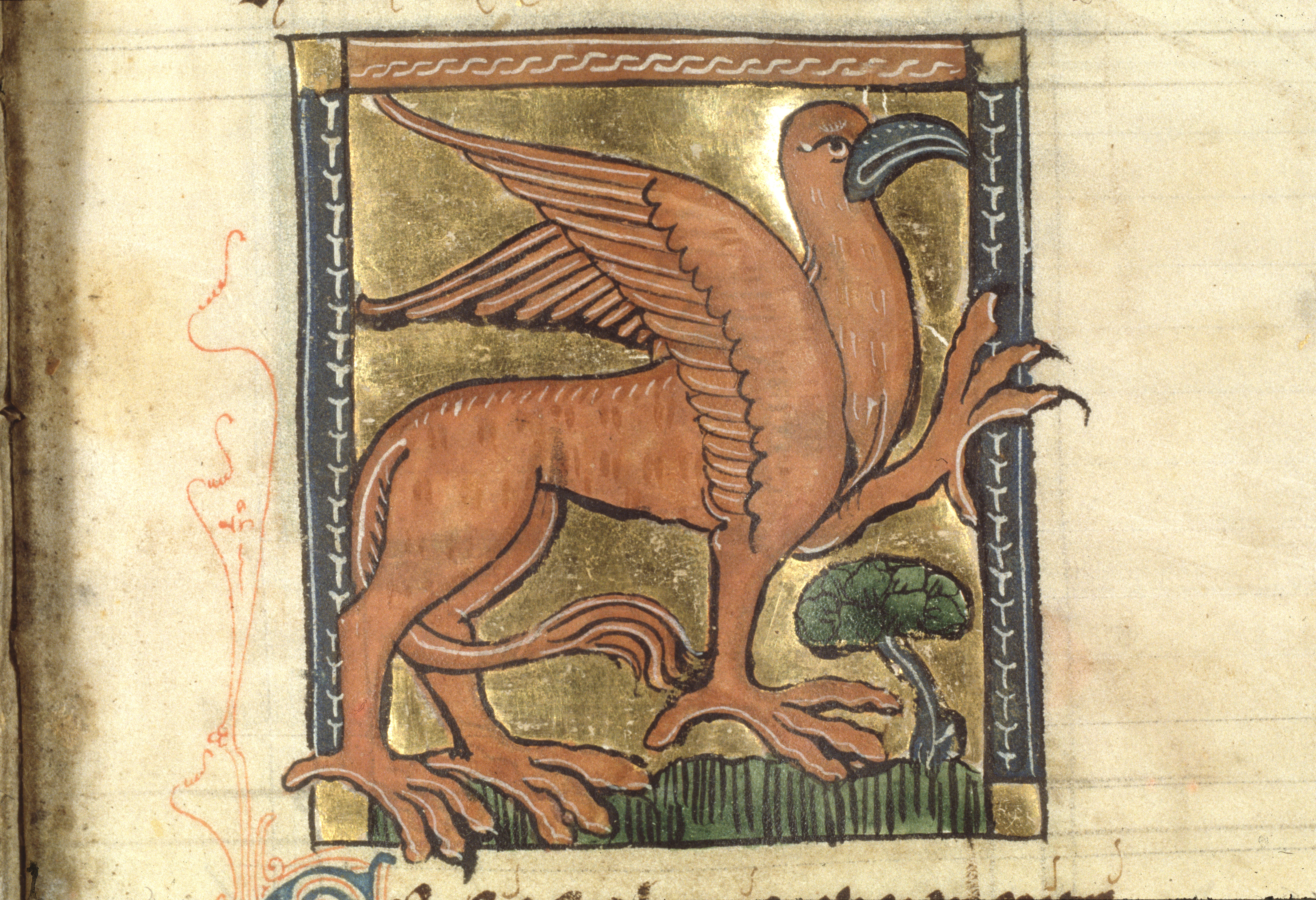
Griffon, ', bestiaire du XIIIe siècle de Jacob van Maerlant.

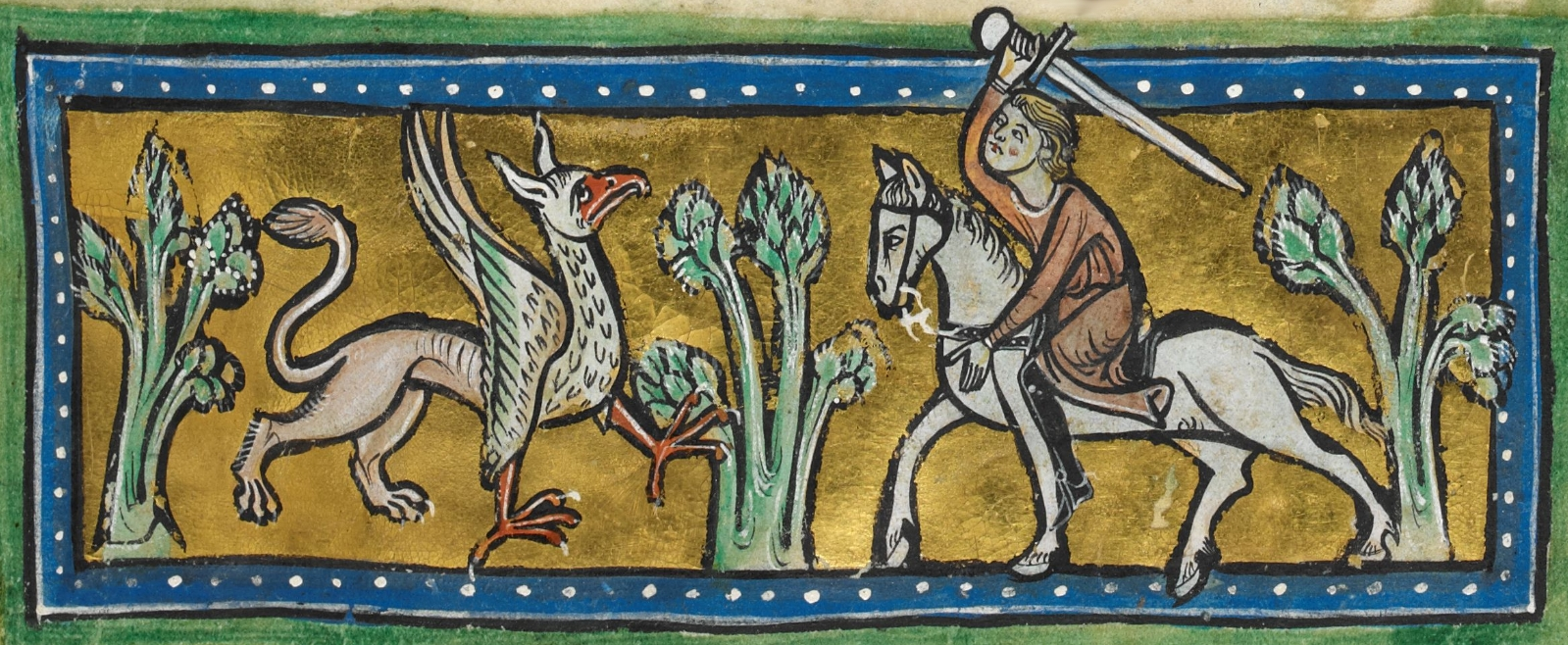
Griffon dans un bestiaire du XIIIe siècle

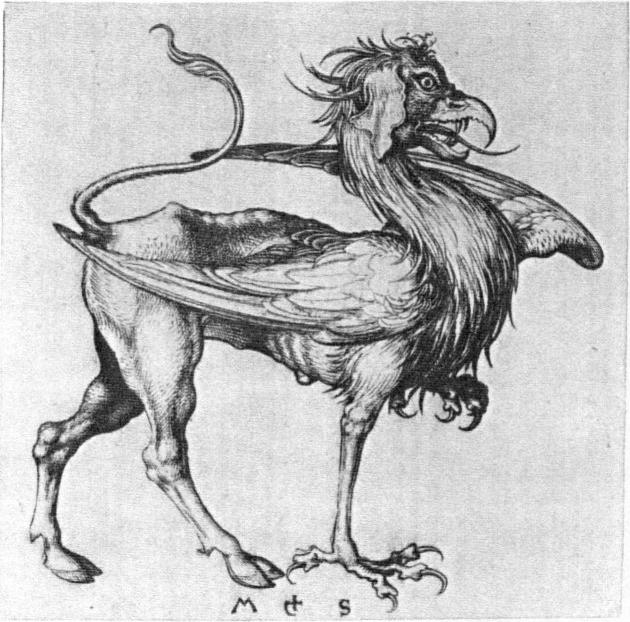
Gravure de Martin Schongauer, v. 1475-85.

« [le] griffon, qui est un animal à quatre pieds, quoiqu’il ait des plumes. Il est en tout semblable au lion, si ce n’est qu’il a la mine d’un aigle ; mais ceux qui avaient vu de ces rucs assuraient constamment qu’ils n’avaient rien de commun avec tous les autres animaux, et qu’ils n’avaient que deux pieds comme les autres oiseaux ».
Jean de Mandeville relate le récit de son prétendu voyage en Asie dans son Voyage d'Outre-mer écrit entre 1355 et 1357. Au chapitre XXIX, il évoque la contrée de Bacharia en Asie, où les griffons sont particulièrement nombreux :
« In that country be many griffins, more plenty than in any other country.  Some men say that they have the body upward as an eagle and beneath as a lion; and truly they say sooth, that they be of that shape.  But one griffin hath the body more great and is more strong than eight lions, of such lions as be on this half, and more great and stronger than an hundred eagles such as we have amongst us.  For one griffin there will bear, flying to his nest, a great horse, if he may find him at the point, or two oxen yoked together as they go at the plough.  For he hath his talons so long and so large and great upon his feet, as though they were horns of great oxen or of bugles or of kine, so that men make cups of them to drink of.  And of their ribs and of the pens of their wings, men make bows, full strong, to shoot with arrows and quarrels ».

### Le griffon à la Renaissance
Au cinquième jour de La Sepmaine, le poète gascon Guillaume du Bartas le décrit ainsi :
« […] l'Indois Griffon aux yeus estincelans,

A la bouche aquiline, aux ailes blanchissantes,

Au sein rouge, au dos noir, aux griffes ravissantes,

Dont il va guerroyant et par monts et par vaux

Les lyons, les sangliers, les ours, et les chevaux :

Dont il fouille pillard le feconde poictrine

De nostre bisayeule, et là dedans butine

Maint riche lingot d'or, pour apres en plancher,

Son nid haut eslevé sur un aspre rocher :

Dont il deffend, hardi, contre plusieurs armees

Les mines par sa griffe une fois entamees ».
Du Bartas suit les Anciens : Élien (4, 27), Pline l'Ancien (7, 10), alors que de son temps, Pierre Belon (Histoire naturelle des oiseaux, 1555) et André Thevet (Cosmographie, 1575, lib. 12, 6) considèrent cet oiseau comme un animal fabuleux. Le commentaire de ce passage par Pantaléon Thévenin indique en manchette : « Le Grifon. Thevet et Belon nient y en avoir. »

### Le griffon à l'ère moderne
Le griffon est adopté en 1918 par le Comité américain pour les régions dévastées installé au château de Blérancourt, dans l'Aisne, pour venir en aide aux populations au moment de la reconstruction.[réf. nécessaire]
Le griffon a été le symbole de la compagnie aérienne française Transports aériens intercontinentaux (TAI), maintenant partie d'Air France.[réf. nécessaire]

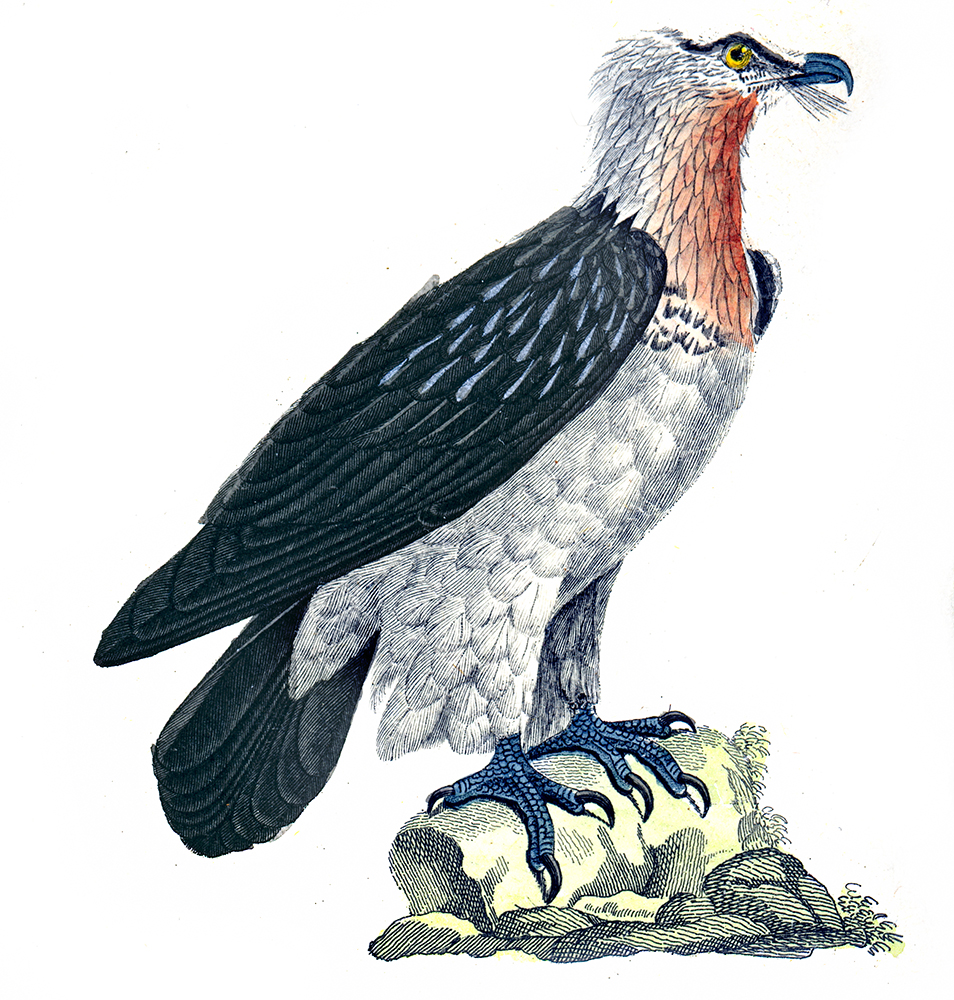
Griffon (en fait un gypaète barbu) au XIXe siècle dans les œuvres complètes de Buffon (1837)

Le griffon est l’emblème des crédits municipaux, et présent sur tous leurs logos.
À partir de 1985, le griffon est devenu l'emblème des voitures fabriquées par la société suédoise Saab ainsi que des camions Scania.
Le constructeur automobile britannique Vauxhall (groupe Opel - Stellantis) a utilisé aussi le Griffon comme logo en s'inspirant de l'emblème héraldique d'un noble anglo normand du Moyen âge dont le château était ainsi nommé.
L'aviation a également abondamment capitalisé sur l'image du légendaire fauve ailé. La société Rolls-Royce avait ainsi baptisé une évolution surpuissante (jusqu'à 2400 CV) du moteur Rolls-Royce Merlin destiné à propulser les ultimes versions du légendaire avion de chasse spitfire. De l'autre côté de la Manche le constructeur français Nord-Aviation baptisa Griffon un avion expérimental (le Nord 1500) propulsé par un combiné turboréacteur/stato réacteur. Très performant en ligne droite il atteint la vitesse record de Mach 2,19 piloté par André Turcat en février 1959 et intéresse vivement l'armée de l'air américaine... En fait sa vitesse se retrouve limitée par le Mur de la chaleur qui menace de faire fondre certaines zônes des ailes classiquement réalisées en alliage d'aluminium. L'armée de l'air française lui préférera les Mirage de Dassault, plus simples, et le prototype finira au musée de l'air du Bourget
Anatole France, écrivain français de la fin du XIXe siècle, a écrit en janvier 1865 un poème intitulé La Sagesse des griffons.

## Famille
L'opinicus et l'hippogriffe sont de la même famille que le griffon. Le premier lui est semblable, mis à part ses pattes avant qui sont celles du lion. Le second est le résultat d'une idylle entre un griffon et une jument et a le corps d'un cheval à la place de celui du lion. Le Garuda apparenté au phénix étant une créature hiéracocéphale, certains bestiaires s'accordent sur le point qu'il est de la même famille.

## Interprétation

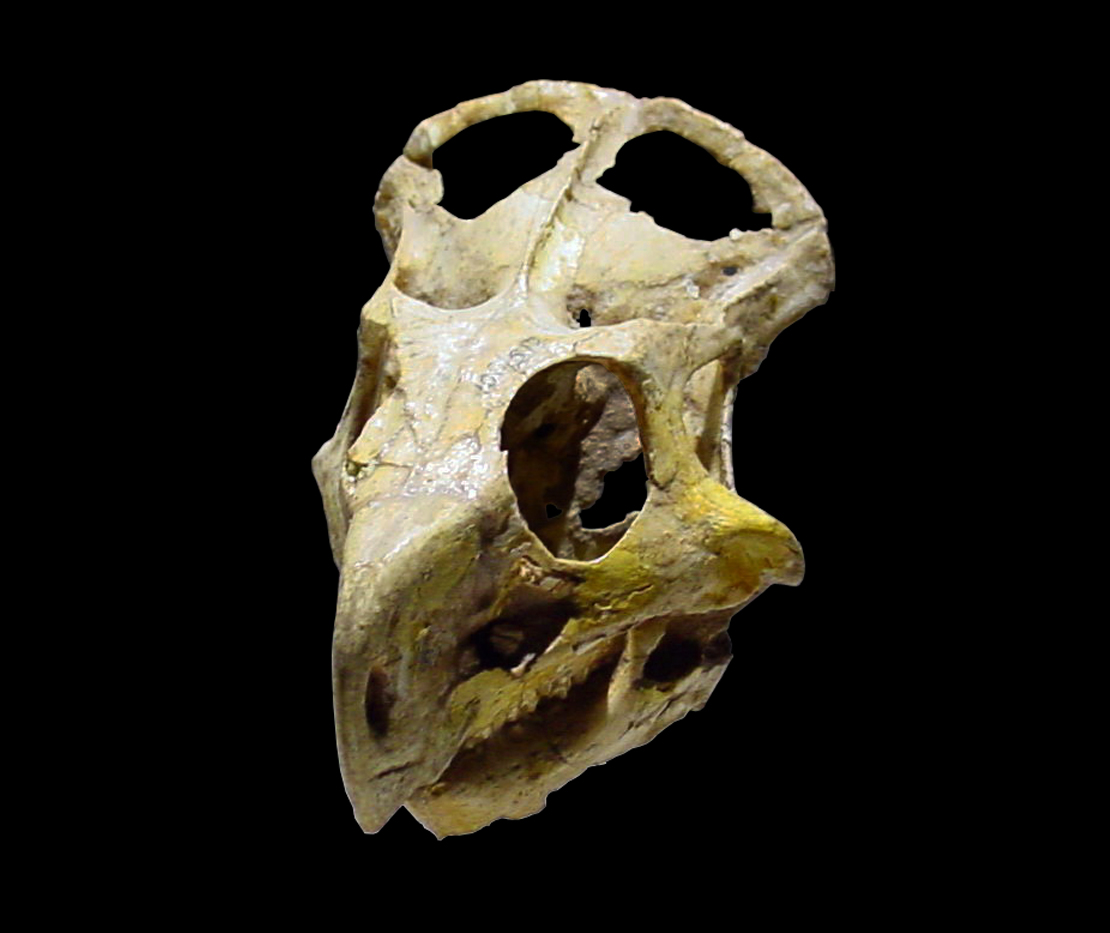
Crâne de protoceratops qui aurait engendré la légende du Griffon

Dans le cadre de l'approche géomythologique, l'historienne et folkloriste Adrienne Mayor suggère que le Griffon des steppes scythes aurait été imaginé à partir de squelettes de protocératops trouvés dans le désert de Gobi,. Le protocératops partage en effet plusieurs caractéristiques avec le griffon, dont un bec pointu, quatre pattes, des griffes, de grands yeux, et une taille similaire. La possibilité que des fossiles de protocératops aient été observés par le passé est renforcée par le contraste important entre la couleur blanche des os de protocératops et la couleur rougeâtre des roches du désert de Gobi.

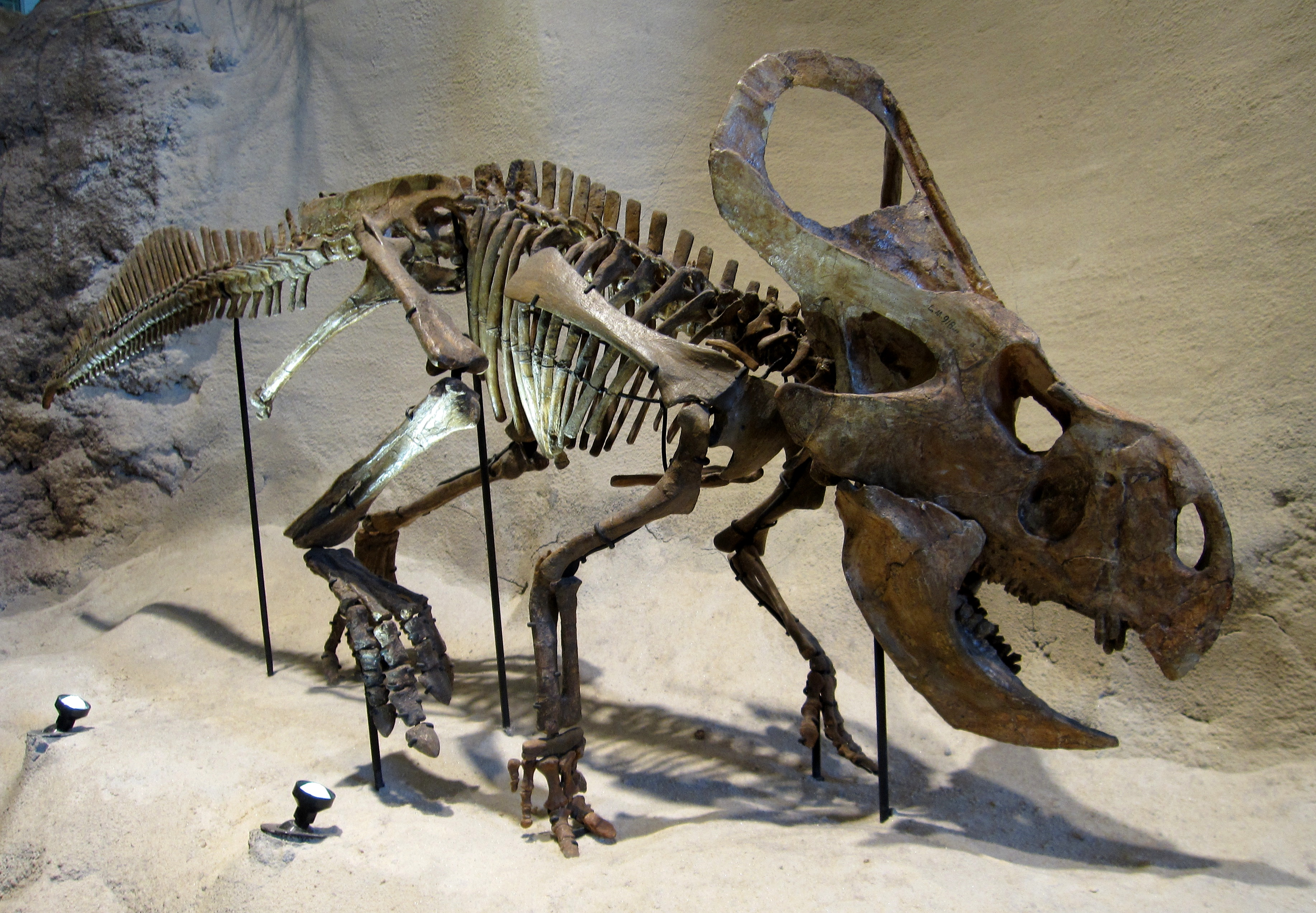
Squelette de Protoceratops andrewsi
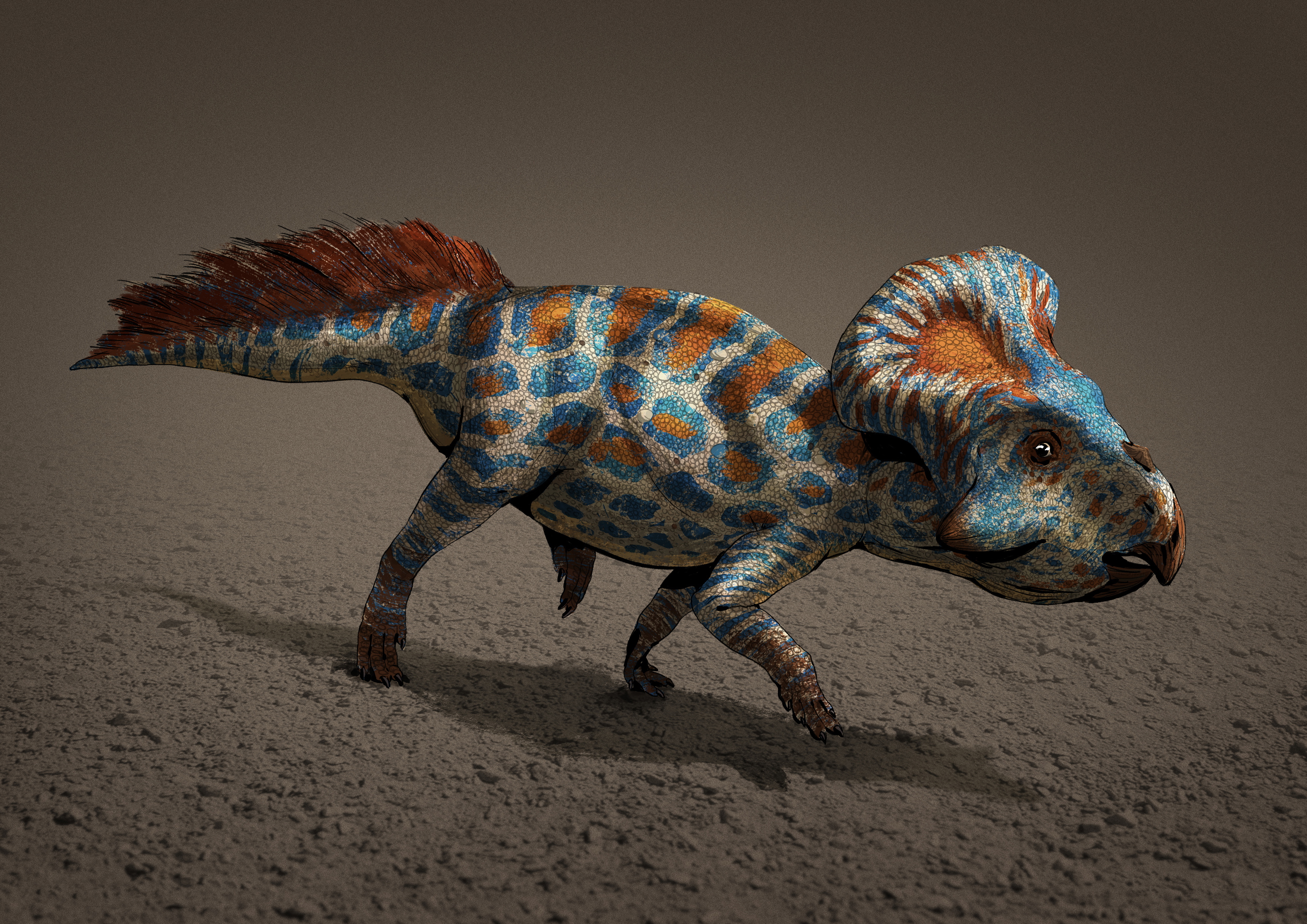
Vue d'artiste d'un Protoceratops.

## Dans l'art et la culture

### Dans la littérature
- En 1667, le poète anglais John Milton évoque un griffon dans le deuxième livre de son poème épique Le Paradis perdu[14] :

« […] Un griffon, dans le désert, poursuit d’une course ailée sur les montagnes ou les vallées marécageuses, l’Arimaspien qui ravit subtilement à sa garde vigilante l’or conservé ; ainsi l’ennemi continue avec ardeur sa route à travers les marais, les précipices, les détroits, à travers les éléments rudes, denses ou rares ; avec sa tête, ses mains, ses ailes, ses pieds, il nage, plonge, guée, rampe, vole. »

- En 1874, Gustave Flaubert fait intervenir un griffon dans la septième partie de son poème en prose La Tentation de saint Antoine[15].
- Dans la série Harry Potter (1997 – 2007), une des quatre maisons de Poudlard se nomme Gryffondor. De plus, la porte du bureau du directeur, Albus Dumbledore, a un heurtoir en forme de griffon.
- Dans le Cycle de Dune (1965-1985), la Maison Harkonnen a pour emblème un Griffon Bleu.

### Dans la bande dessinée
- Le griffon est au centre de l'intrigue d'Astérix et le Griffon de Jean-Yves Ferri et Didier Conrad, paru en 2021.

### Dans les jeux vidéo
- Les griffons comptent parmi les ennemis les plus puissants du jeu vidéo Legendary.
- Dans l'univers des jeux Dragon Age, le griffon est l’emblème de la Garde des Ombres, un ordre militaire jurant de se battre contre les Engeances, des monstres corrompus. Les griffon se battaient autrefois aux côtés des gardes avec qui ils formaient un lien de confiance nommé le Turlum. Le quatrième enclin causa l'extinction des griffons[16].